# Bryocorinae
Sous-famille
Les Bryocorinae sont une sous-famille d'insectes hémiptères hétéroptères (punaises) de la famille des Miridae (Cimicomorpha, Miroidea). Cette sous-famille comprend environ 200 genres et 1000 espèces, principalement en régions tropicales, avec peu de représentants dans les zones tempérées. C'est la sous-famille la moins riche en espèce des sous-familles de Miridae, mais celle qui présente le plus d'hétérogénéité morphologique.

## Répartition et habitat
Cette sous-famille se rencontre sur tous les continents. 

## Systématique
La monophylie des Bryocorinae reste à confirmer, bien qu'elle semble établie par plusieurs études depuis Schuh 1975,,, bien que d'autres travaux aboutissent à un résultat non monophylétique,.  
Elle comprend plusieurs tribus : les Bryocorini Baerensprung, 1860,  les Dicyphini Reuter, 1883 et les  Eccritotarsini Berg, 1884, auxquelles Namyatova, Konstantinov & Cassis ont ajouté en 2016 les Felisacini, pour le genre Felisacus, ainsi que les Monaloniini, par élévation de la sous-tribu des Monaloniina, réunie avec celle des Odoniellina (toutes deux auparavant au sein des Dicyphini au sens large). Cette étude déplace également Palaucoris dans la sous-famille des Cylapinae. Selon ces auteurs, la phylogénie de la sous-famille serait la suivante :
- Bryocorinae
  - Dicyphini
  - 
    - 
      - Bryocorini
      - Eccritotarsini

    - 
      - Felisacini
      - Monaloniini

Les Bryocorini comprennent sept genres et une cinquantaine d'espèces, les Eccritotarsini environ 110 genres et 650 espèces, les Monaloniini redéfinis comprennent 40 genres, et la tribu des Felisacini est monotypiques (un seul genre),. 

### Liste des tribus
Selon Namyatova, Konstantinov & Cassis (2015) :
- tribu Bryocorini Baerensprung, 1860
- tribu Dicyphini Reuter, 1883
- tribu Eccritotarsini Berg, 1884
- tribu Felisacini Namyatova, Konstantinov & Cassis, 2016
- tribu Monaloniini Reuter, 1892

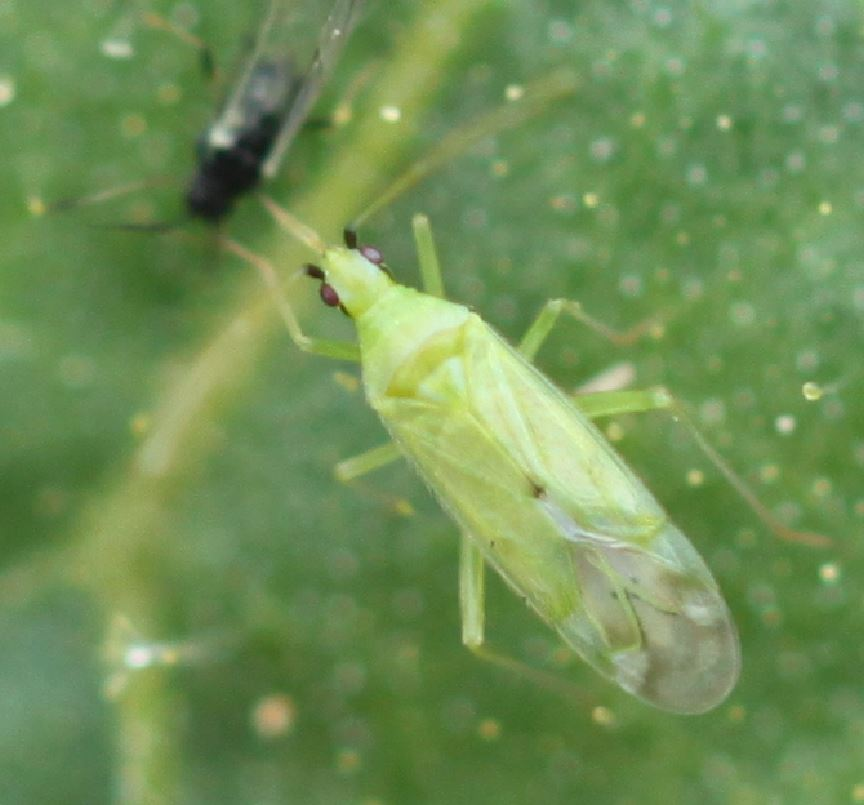
Dicyphini : Macrolophus rubi.
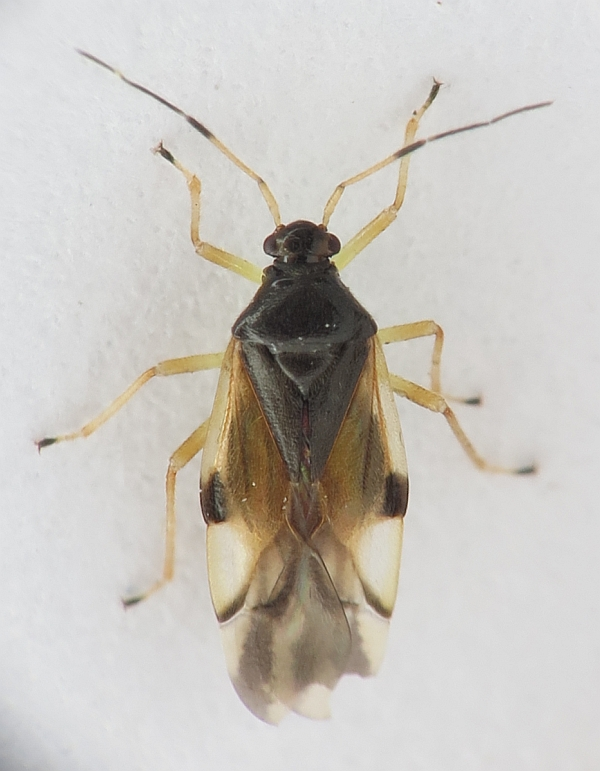
Bryocorini : Bryocoris pteridis (femelle macroptère), Finlande.
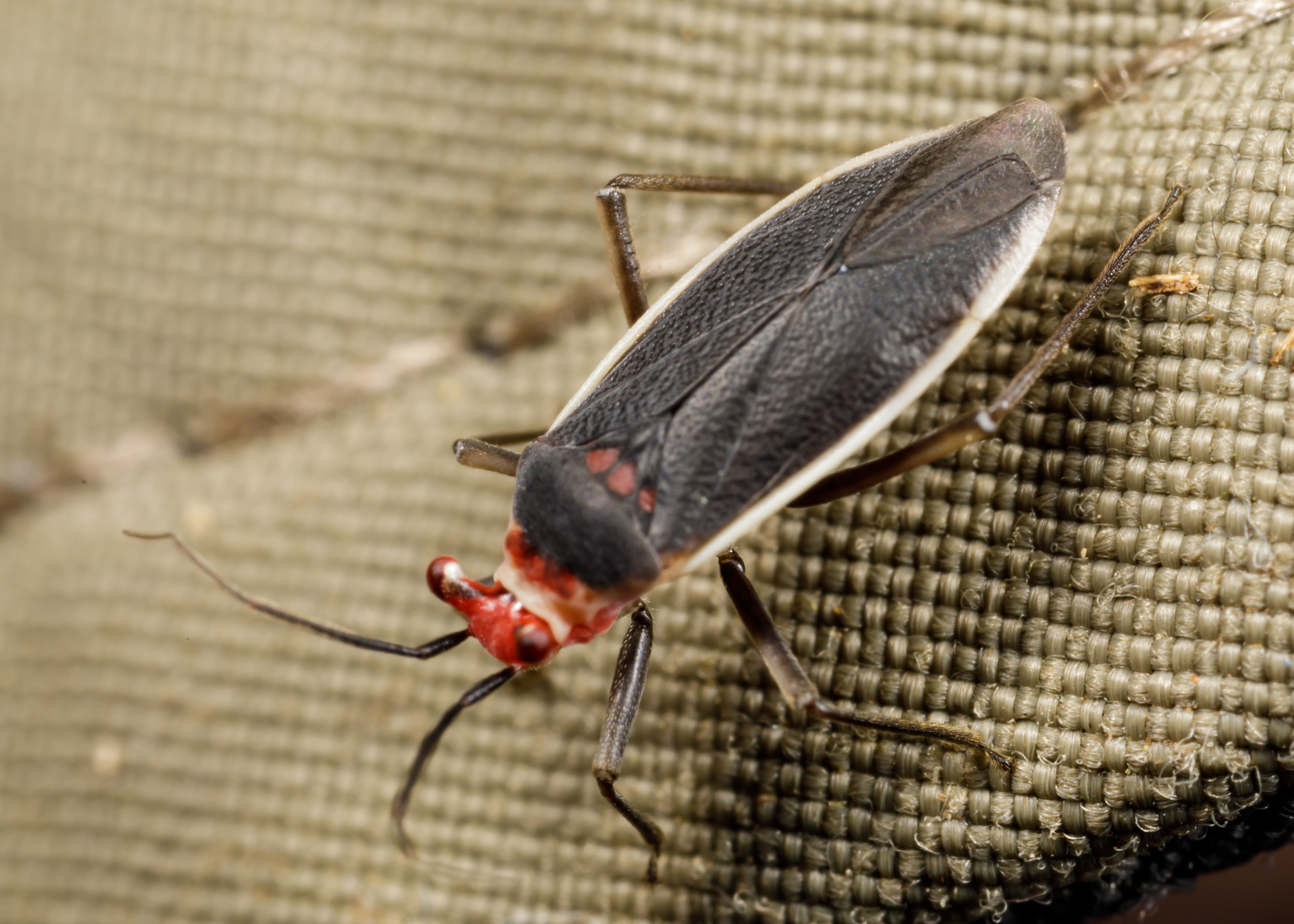
Eccritotarsini : Hesperolabops gelastops (Texas, États-Unis).
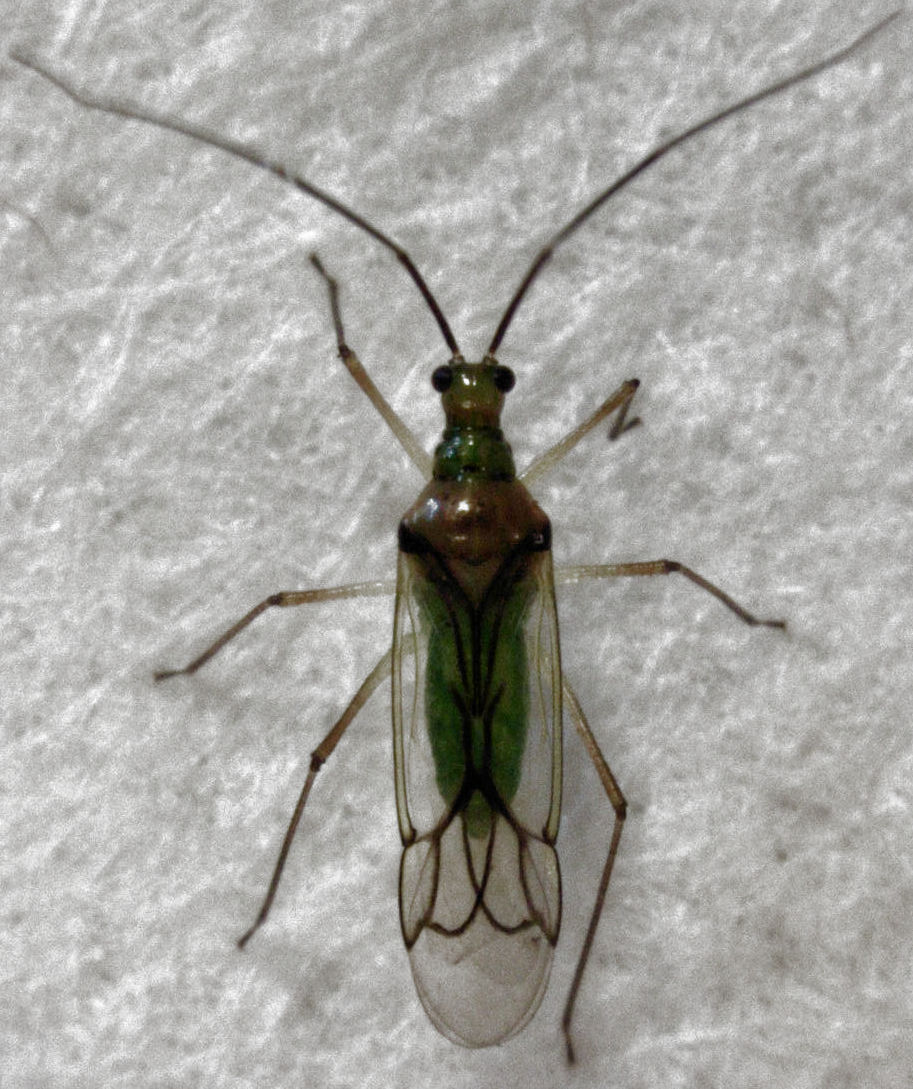
Felisacini : Felisacus elegantulus, Nouvelle-Zélande.
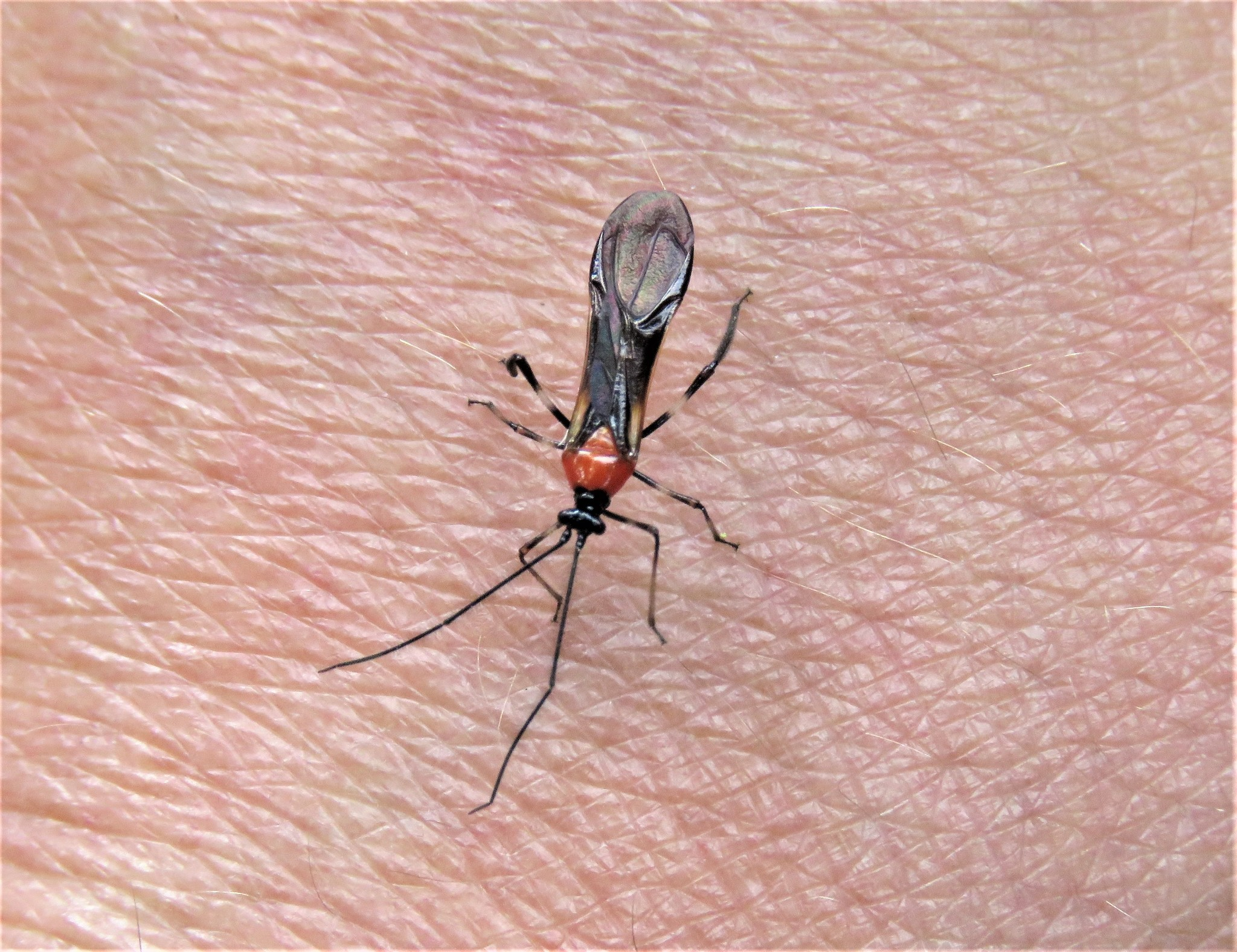
Monaloniini : Monalonion velezangeli, Bogota, Colombie.

### Liste des genres
Selon BioLib (15 mai 2022) :
- tribu Bryocorini Baerensprung, 1860
  - genre Bryocorella Carvalho, 1956
  - genre Bryocoris Fallén, 1829
  - genre Bryophilocapsus Yasunaga, 2000
  - genre Cobalorrhynchus Reuter, 1906
  - genre Diplazicoris Konstantinov & Knyshov, 2015
  - genre Hekista Kirkaldy, 1902
  - genre Kunungua Carvalho, 1951
  - genre Monalocoris Dahlbom, 1851
- tribu Dicyphini Reuter, 1883
  - genre Arculanus Distant, 1904
  - genre Arthriticus Bergroth, 1923
  - genre Campyloneura Fieber, 1861
  - genre Campyloneuropsis Poppius, 1914
  - genre Cyrtopeltis Fieber, 1861
  - genre Dicyphus Fieber, 1858
  - genre Engytatus Reuter, 1875
  - genre Macrolophus Fieber, 1858
  - genre Nesidiocoris Kirkaldy, 1902
  - genre Pameridea Reuter, 1907
  - genre Setocoris China & Carvalho, 1951
  - genre Singhalesia China & Carvalho, 1952
  - genre Tupiocoris China & Carvalho, 1952
  - genre Usingerella China & Carvalho, 1952
- tribu Eccritotarsini Berg, 1884
  - genre Adneella Carvalho, 1960
  - genre Amapafurius Carvalho, 1981
  - genre Ambunticoris Carvalho, 1981
  - genre Aspidobothrys Reuter, 1907
  - genre Bothrophorella Reuter, 1907
  - genre Bryocorellisca Carvalho, 1981
  - genre Carinimiris Carvalho, 1981
  - genre Caulotops Bergroth, 1898
  - genre Chamopsis Reuter & Poppius, 1911
  - genre Clypeocoris Carvalho, 1989
  - genre Crassiembolius Carvalho, 1981
  - genre Cuneomiris Carvalho, 1981
  - genre Cyrtocapsus Reuter, 1876
  - genre Dioclerus Distant, 1910
  - genre Eccritotarsus Stål, 1860
  - genre Ernestinus Distant, 1911
  - genre Eurychilella Reuter, 1908
  - genre Eurychiloides Carvalho & Gomes, 1971
  - genre Frontimiris Carvalho, 1981
  - genre Halticotoma Townsend, 1892
  - genre Harpedona Distant, 1904
  - genre Hemisphaerocoris Poppius, 1912
  - genre Hesperolabops Kirkaldy, 1902
  - genre Mecolaemus Hsiao, 1947
  - genre Mertila Distant, 1904
  - genre Michailocoris Štys, 1985
  - genre Myiocapsus Poppius, 1914
  - genre Nabirecoris Carvalho, 1981
  - genre Neella Reuter, 1908
  - genre Neocaulotops Carvalho & Gomes, 1971
  - genre Neofurius Distant, 1884
  - genre Neoleucon Distant, 1884
  - genre Neoneella Costa Lima, 1942
  - genre Pachymerocerista Carvalho & Gomes, 1971
  - genre Pachymerocerus Reuter, 1909
  - genre Pachypoda Carvalho & China, 1951
  - genre Palaeofurius Poppius, 1912
  - genre Parafurius Carvalho & China, 1951
  - genre Perissobasis Reuter, 1892
  - genre Prodromus Distant, 1904
  - genre Proneella Carvalho, 1960
  - genre Pseudodoniella China & Carvalho, 1951
  - genre Pycnoderes Guérin-Méneville, 1857
  - genre Pycnoderiella Henry, 1993
  - genre Rhopaliceschatus Reuter, 1903
  - genre Sinervaspartus Henry & Howard, 2016
  - genre Sinervus Stål, 1860
  - genre Sinevia Kerzhner, 1988
  - genre Sixeonotopsis Carvalho & Schaffner, 1974
  - genre Sixeonotus Reuter, 1876
  - genre Spartacus Distant, 1884
  - genre Stenopterocorisca Carvalho, 1981
  - genre Stictolophus Bergroth, 1922
  - genre Sysinas Distant, 1883
  - genre Taricoris Carvalho, 1981
  - genre Tenthecoris Scott, 1886
  - genre Thaumastomiris Kirkaldy, 1902
  - genre Vitoriacoris Carvalho, 1989
- tribu Felisacini Namyatova, Konstantinov & Cassis, 2016
  - genre Felisacus Distant, 1904
- tribu Monaloniini Reuter, 1892
  - genre Dimia Kerzhner, 1988
  - genre Eucerocoris Westwood, 1837
  - genre Eupachypeltis Poppius, 1915
  - genre Helopeltis Signoret, 1858
  - genre Mansoniella Poppius, 1915
  - genre Monalonion Herrich-Schaeffer, 1850
  - genre Pachypeltis Signoret, 1858
  - genre Pachypeltopsis Poppius, 1912
  - genre Parapachypeltis Hu & L.Y. Zheng, 2001
  - genre Ragwelellus Odhiambo, 1962
  - genre Rayieria Odhiambo, 1962
  - genre Volkelius Distant, 1904
  - genre †Miomonalonion Sailer & Carvalho, 1957
- genre Pachyneurhymenus Reuter, 1909